# Roystonea lenis
Espèce
Synonymes
- Roystonea regia var. pinguis L.H.Bailey[1]

Statut de conservation UICN

 VU D1+2 : Vulnérable
Roystonea lenis est une espèce de plantes de la famille des Arecaceae (les palmiers).

## Publication originale
- Memorias de la Sociedad Cubana de Historia Natural "Felipe Poey" 17: 8. 1943.